# オンド・マルトノ協奏曲
オンド・マルトノ協奏曲は、アンドレ・ジョリヴェが1947年に完成させた協奏曲である。初演は1948年4月、ウィーンにて作曲者指揮、オンド・マルトノ独奏ジネット・マルトノにより行われた。

## 楽器編成
オンド・マルトノ、フルート2、オーボエ、クラリネット2、イングリッシュホルン、アルトサクソフォーン、ファゴット2、コントラファゴット、ホルン2、トランペット3、トロンボーン2、チューバ、ティンパニ、タンブリン、小太鼓、小太鼓、ウッドブロック、マラカス、シンバル、ゴング、タムタム、大太鼓、シンバル、チェレスタ、トライアングル、ハープ、むち、チューブラーベル、ヴィブラフォン、木琴、弦5部

## 演奏時間
約22分。

## 楽曲構成
全体は急‐急‐緩で構成されるが、これはギリシア神話のオルフェウスに着想を得ているためである。
- 第1楽章 Allegro moderato
- 第2楽章 Allegro vivace。
- 第3楽章 Largo cantabile